# Supercoppa brasiliana 2021 (pallavolo maschile)
La Supercoppa brasiliana 2021 si è svolta il 26 ottobre 2021: al torneo hanno partecipato due squadre di club brasiliane e la vittoria finale è andata per la quarta volta al Sada.

## Regolamento
Le squadre hanno disputato una gara unica.

## Squadre partecipanti
| Squadra | Qualificazione                       |
| ------- | ------------------------------------ |
| Funvic  | Vincitrice Superliga Série A 2020-21 |
| Sada    | Vincitrice Coppa del Brasile 2021    |

## Torneo
| 26 ottobre 2021 Ginásio Júlio Domingos de Campos, Várzea Grande Durata: ? - Spettatori: ? | Funvic | 0 - 3 | Sada | 22-25, 19-25, 22-25 |